# Эшкрофт, Пегги
Дама Эдит Маргарет Эмили Эшкрофт (англ. Edith Margaret Emily Ashcroft; 22 декабря 1907 — 14 июня 1991), профессионально известная как Пе́гги Э́шкрофт (англ. Peggy Ashcroft), — британская актриса
, обладательница премии «Оскар» за лучшую женскую роль второго плана в 1985 году.

## Биография

### Карьера
Эдит Маргарет Эмили Эшкрофт родилась 22 декабря 1907 года в городе Кройден на юге Англии. Училась в местной средней школе, затем — в лондонской Центральной школе речи и драмы у Фогерти. По окончании школы Эшкрофт разделила со своим одногодкой Лоренсом Оливье награды лучшему студенту и студентке. В 1926 году актриса дебютировала в Бирмингемском репертуарном театре. Первого успеха Эшкрофт добилась ролями в пьесах «Еврей Зюсс» Пауля Корнфельда (1929) и «Отелло» Шекспира (1931). Настоящая популярность к ней пришла в 1934 году, после того как Пегги сыграла Джульетту в постановке «Ромео и Джульетта» (вместе с Лоренсом Оливье и Джоном Гилгудом, исполнявших роли Ромео и Меркуцио попеременно). В 1928—1933, 1940, 1950—1951 годах выступала в театре «Олд Вик». С момента основания Питером Холлом в 1960 году в Стратфорде-на-Эйвоне Королевского шекспировского театра была его ведущей актрисой.
В 1951 году Эшкрофт был присвоен титул Командор Британской империи, а в 1956 году она была введена в ранг Дамы Командор.
Телевизионные и кинороли Эшкрофт были редкими, но запоминающимися. Одним из первых фильмов с её участием был «39 ступеней» в 1939 году Наиболее известной стала её роль в фильме «Поездка в Индию» в 1984 году. За исполнение миссис Мур актриса была удостоена премии «Оскар», за «Лучшую женскую роль второго плана», став при этом самой пожилой актрисой, удостоенной это премии — Эшкрофт было 77 лет. На церемонии вручения она лично не появилась и «Оскар» от её имени приняла Анджела Лэнсбери. Эта же роль принесла ей премии «Золотой глобус» и BAFTA.
На телевидении известной стала её роль в британском мини-сериале «Драгоценности в короне», за которую актриса получила премию BAFTA, как «Лучшая телевизионная актриса».

### Личная жизнь
Эшкрофт трижды была замужем. Её первым мужем был Руперт Харт-Дэвис (1929—1933), вторым — режиссёр Фёдор Комиссаржевский (1934), а третьим — Джереми Хатчинсон (1940—1965), от которого она родила двоих детей.
Пегги Эшкрофт умерла в Лондоне 14 июня 1991 года в результате инсульта в возрасте 83 лет. Её имя было увековечено на мемориальной доске в Вестминстерском аббатстве.

## Избранная фильмография
- 1988 — Мадам Сузацка — Леди Эмили
- 1986 — Убийство по книге — Агата Кристи (ТВ)
- 1984 — Поездка в Индию — Миссис Мур
- 1977 — Джозеф Эндрюс — Леди Таттл
- 1973 — Пешеход — Леди Грей
- 1971 — Воскресенье, проклятое воскресенье — Миссис Грэвилл
- 1969 — Три не превращается в два — Белла
- 1968 — Тайная церемония — Ханна
- 1959 — История монахини — Мать Матильда
- 1935 — 39 ступеней — Маргарет Крофтер

## Театральные работы
- Наэми — «Еврей Зюсс» П. Корнфилда (1929)
- Дездемона — «Отелло» (театр Савой, 1930; в роли Отелло — П. Робсон)
- Имогена — «Цимбелин» (Олд Вик, 1932; Стратфорд-на-Эйвоне, 1957)
- Джульетта — «Ромео и Джульетта» (Олд Вик, 1932. Нью-театр, 1934; пост. Дж. Гилгуда и Бронсона Олбери (возобновление); в ролях Ромео и Меркуцио — Л. Оливье и Дж. Гилгуд (менялись ролями в середине спектакля), Кормилица — Э. Эванс)
- Порция — «Венецианский купец» (Театр Её Величества, 1935; Стратфорд-на-Эйвоне, 1953)
- «Три сестры» А. П. Чехова (1937)
- Виола — «Двенадцатая ночь» (Театр «Феникс», 1938; Олд Вик, 1950)
- Офелия — «Гамлет» («Хеймаркет», 1944; в роли Гамлета — Дж. Гилгуд)
- «Наследница» (1949)
- Беатриче — «Много шума из ничего» (1950; эта и все последующие роли — в Стратфорде-на-Эйвоне)
- Корделия — «Король Лир» (1950)
- Клеопатра — «Антоний и Клеопатра» (1953; в роли Антония — М. Редгрейв)
- Розалинда — «Как вам это понравится» (1957)
- Катарина — «Укрощение строптивой» (1960)
- Паулина — «Зимняя сказка» (1960)
- Маргарита Анжуйская — «Война Роз» (цикл шескпировский трагедий, 1963; реж. Питер Холл)
- королева Екатерина (1969)
- графиня Руссильонская — «Конец — делу венец» (1981)

## Награды
- Золотой глобус 1985 — «Лучшая актриса второго плана» («Поездка в Индию»)
- Оскар 1985 — «Лучшая актриса второго плана» («Поездка в Индию»)
- BAFTA 1986 — «Лучшая актриса» («Поездка в Индию»)
- BAFTA 1985 — «Лучшая телевизионная актриса» («Драгоценности в короне»)
- BAFTA 1981 — «Лучшая телевизионная актриса» («Крем в моём кофе»)